# بيت الوبلى (المخادر)

تعديل مصدري - تعديل

بيت الوبلى محلة تابعة لقرية عفرفر، التابعة لعزلة الشرف بمديرية المخادر إحدى مديريات محافظة إب في الجمهورية اليمنية، بلغ تعداد سكانها 26 حسب تعداد اليمن لعام 2004.